# Бобри (гміна Елк)
Бобри (пол. Bobry, нім. Bobern) — село в Польщі, у гміні Елк Елцького повіту Вармінсько-Мазурського воєводства.
Населення — 60 осіб (2011).
У 1975-1998 роках село належало до Сувальського воєводства.

## Демографія
Демографічна структура станом на 31 березня 2011 року:
|          | Загалом | Допрацездатний вік | Працездатний вік | Постпрацездатний вік |
| -------- | ------- | ------------------ | ---------------- | -------------------- |
| Чоловіки | 29      | 7                  | 19               | 3                    |
| Жінки    | 31      | 6                  | 19               | 6                    |
| Разом    | 60      | 13                 | 38               | 9                    |